# Ediz Gurel
Ediz Gurel est un joueur d'échecs turc né en 2008. Il s'est qualifié à 14 ans pour la Coupe du monde d'échecs 2023.
Au 1er août 2023, il est le huitième joueur turc avec un classement Elo de 2 512 points.

## Biographie et carrière
En 2020, Ediz Gurel finit premier ex aequo du tournoi Futures du Festival d'échecs de Prague. En 2021, à douze ans, il remporte le championnat du monde des moins de 14 ans disputé sur internet.
En novembre 2022, il remporte la médaille d'argent au championnat d'Europe des moins de 14 ans.
Lors du Championnat d'Europe d'échecs individuel de 2023, Ediz Gurel marque 8 points sur 11 et finit à la quatrième place ex aequo (quatorzième place au départage), ce qui le qualifie pour la Coupe du monde d'échecs 2023 disputée à Bakou en Azerbaïdjan,.
En mai 2023, Gurel marque 8,5 points sur 11 en ligue turque et remporte le championnat de Turquie des clubs d'échecs avec l'équipe du Türk Hava Yollari Spor Kulübü.
Il remporte également une médaille d'or et une médaille d'argent au championnat du monde de parties rapides et de blitz des moins de 14 ans en 2023.
Lors du premier tour de la Coupe du monde 2023, Ediz Gurel, âgé de 14 ans, crée la surprise en battant de manière brillante le grand maître international croate Velimir Ivić lors de la première partie du match. Après cette victoire, Gurel perd le match pendant les départages en parties rapides (1 à 1 en parties classiques, 0 à 2 en parties rapides).
En août 2023, il remporte la médaille d'argent par équipes avec la Turquie lors de l'olympiade des moins de 16 ans disputée en parties rapides,.
Ediz Gurel est sélectionné pour participer au tournoi Grand Suisse FIDE du 28 octobre au 5 novembre 2023 où il se classe 91e sur 114 concurrents avec 4,5 points sur 11.
Lors des championnats du monde de parties rapides et de blitz de décembre 2023, il est un des joueurs dont le classement Elo en blitz et en parties rapides a le plus progressé (+ 108 en parties rapides et + 106 en blitz).